# Couvent franciscain de Hal

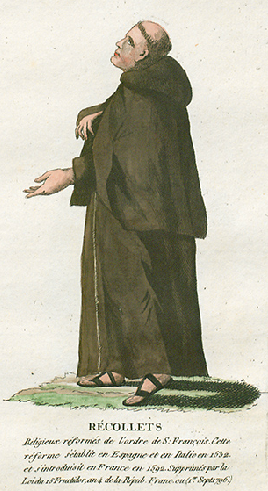
Récollets

Le couvent franciscain de Hal (franciscanenklooster van Halle)  est un monastère érigé au XVIIe siècle dans la ville flamande de Hal, dans la province du Brabant flamand. Il a abrité successivement l'ordre des Frères mineurs récollets et des Frères mineurs conventuels.

## Histoire
Le monastère est fondé par les Frères mineurs récollets (Ordo fratrum minorum recollectorum) au début du XVIIe siècle à l'emplacement de la seigneurie de Dyon, léguée par la famille de Sivry, héritiers des fiefs de Dyon et Walhain.
Les travaux, achevés en 1645, sont financés par les legs de Claire de Sivry. Le monastère s'élève entre les rues Volpen, Neuve et du Court-Rempart, et comporte une église divisée en deux nefs et un couvent franciscain sur une large parcelle avec cours et jardins.
En 1789, la Révolution française met fin aux privilèges du clergé catholique: les récollets et les Sœurs Grises franciscaines sont chassés de Hal et le patrimoine ecclésiastique est disséminé. Le monastère est racheté par la famille Bottemanne à la fin du XVIIIe siècle puis cédé au Frères mineurs conventuels (Ordo Fratrum Minorum Conventualium) au milieu du XIXe siècle.
Il est dégradé par un incendie en 1868, puis restauré de 1869 à 1902 sous la direction de l'architecte J.Pauwels.
L'église est agrandie avec le rajout d'une troisième nef de style néo-roman. Progressivement abandonné par les Frères mineurs conventuels au XXIe siècle. Après avoir envisagé une reconversion moderne en centre culturel pour des expositions et concerts, la municipalité transforme finalement en 2014 le monastère en résidence avec services.